# کیم مین آه (بازیگر)
کیم مین آه (کره‌ای: 김민아؛ زادهٔ ۱۲ ژوئیه ۱۹۹۵) بازیگر و مدل اهل کره جنوبی است. او به خاطر ایفای نقش در مجموعه‌های تلویزیونی خانم مستقل جی اون ۲، دوباره به پایان رسید و دنیای ۱۷ سالگی من شناخته می‌شود.

## فیلم‌شناسی

### مجموعه تلویزیونی
| سال  | عنوان                | نقش        | منابع |
| ---- | -------------------- | ---------- | ----- |
| ۲۰۱۹ | لاو ولاگ             | جونگ می سو | [ ۴ ] |
| ۲۰۱۹ | Ghost VRos           | سو آن      | [ ۵ ] |
| ۲۰۱۹ | خانم مستقل جی اون ۲  | می نا      | [ ۶ ] |
| ۲۰۲۰ | دوباره به پایان رسید | سو هه گو   | [ ۷ ] |
| ۲۰۲۰ | دنیای ۱۷ سالگی من    | کیم سو بین | [ ۸ ] |
| ۲۰۲۰ | یه جورایی            | هیون جه هی | [ ۹ ] |